# Agrostis schiedeana
Agrostis schiedeana é uma espécie de gramínea do gênero Agrostis, pertencente à família Poaceae.